# 綠色友誼連線
綠色友誼連線，簡稱綠色友誼，是臺灣政黨民主進步黨內的派系之一，2004年由前陽信商業銀行董事長陳勝宏召集過去部分美麗島人馬成立。核心人物為前立法委員陳勝宏跟薛凌，現今檯面的代表人物有現任總統府副秘書長何志偉、現任臺北市議員鍾佩玲、現任立法委員羅美玲。

## 政治活動
2004年6月14日，民進黨立法委員林文郎指證陳勝宏涉入陽信銀行違法超貸案，並指證陳勝宏透過幫黨員代繳黨費養了八千至九千個人頭黨員、是人頭黨員最大戶，為此槓上薛凌。
2007年民進黨總統初選期間，參選人「四大天王」中的謝長廷、蘇貞昌、游錫堃為爭取出線，不但競相參與陽信銀行的員工運動會及尾牙；甚至綠色友誼的民進黨中常委黃慶林七十歲生日宴，連呂秀蓮都跑去祝壽。
2008年7月20日，民進黨召開全國黨代表大會選出10席中常委，新潮流在全黨16席中常委中占有5席（段宜康、徐佳青、陳菊、賴清德、楊秋興）、在全黨30席中執委中占有8席（洪智坤、李昆澤、徐佳青、林宜瑾、吳思瑤、林錫耀、段宜康、郭國文）；若再加上蘇系以及近來與新潮流合作的「陽信幫」（綠色友誼），則新潮流同盟的中常委席次已接近過半、中執委席次已經過半，新潮流、蘇系與綠色友誼合稱「新蘇連」。
2015年2月，民進黨中央黨部突襲提前在農曆年前開始2015年總統提名選舉時程，曾是蘇貞昌盟友的新潮流與綠色友誼更早已在本次選舉中支持蔡英文，昔日叱吒黨內的新蘇連已幾乎被掏空。
2018年12月5日，民進黨召開2018年九合一選舉慘敗後第一次中執會，綠色友誼中執委陳勝宏說，蔡英文政府正在推動新南向政策，執行上很多沒有落實，有不少問題反映給黨中央，但都沒有下文；同屬綠色友誼的中執委許西彬也反映，蔡英文政府鼓勵台商回流，卻有土地與人力的問題無法滿足廠商需要，以及沒有足夠的手腕。
2020年民進黨臺北市黨部主任委員選舉，湧言會的王孝維陣營與薛凌陣營廝殺慘烈，王孝維陣營指控薛凌陣營送地瓜禮盒賄選；薛凌陣營反控王孝維陣營送白米賄選，更翻出王孝維未成年時涉案前科。民進黨匿名幹部表示，這次選舉，綠色友誼由「董娘」薛凌出馬，對奪回失去多年的臺北市黨部主導權「勢在必得」，是雙方廝殺慘烈的主因。2020年4月22日，黃慶林赴民進黨中央黨部送交陳情書，質疑薛凌送地瓜涉嫌賄選；綠色友誼「牛糞博士」朱政騏率領薛凌支持者批評，黃慶林大力推薦的王孝維送米，黃慶林卻拿薛凌送地瓜大做文章。2020年5月14日，民進黨中央黨部發布新聞稿，宣布即日起暫停臺北市黨部主委選舉。

## 歷屆黨職選舉
| 年度 | 選舉名稱       | 中央常務委員 | 中央執行委員 | 中央評議委員 | 地方黨部主任委員 | 參考   |
| ---- | -------------- | ------------ | ------------ | ------------ | ---------------- | ------ |
| 2016 | 第17屆黨職選舉 | 1 / 10       | 3 / 30       | 1 / 11       |                  |        |
| 2018 | 第18屆黨職選舉 | 1 / 10       | 3 / 30       | 1 / 11       |                  |        |
| 2020 | 第19屆黨職選舉 | 1 / 10       | 3 / 30       | 1 / 11       | 2 / 21           | [ 13 ] |
| 2022 | 第20屆黨職選舉 | 1 / 10       | 2 / 30       | 1 / 11       | 3 / 22           | [ 14 ] |
| 2024 | 第21屆黨職選舉 | 1 / 10       | 2 / 30       | 1 / 11       | 3 / 22           |        |